# 모니카 스태그

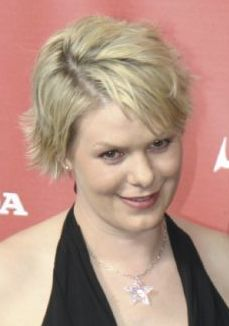
2007년 모습

모니카 스태그스(Monica Staggs, 1970년 2월 24일 ~ )는 미국의 배우, 스턴트 배우이다.
볼더에서 태어났다.

## 출연 작품
- 히셔 (2010년) - 맘 역
- 데쓰 프루프 (2007년) - 라나 프랭크 역
- 그라인드하우스 (2007년)
- 더블 데어 (2004년) - 본인 역
- 세틀먼트 (1999년)
- 스피시즈 2 (1998년)

### 텔레비전
- 캐슬 (2009, 2011)